# Самсу-илуна

Древнее Междуречье

Самсу-илуна (Sa-am-su-i-lu-na, букв. «Бог наш Солнце») — царь Вавилона, правил приблизительно в 1750 до н. э. — 1712 до н. э. годах до н. э., из I Вавилонской (аморейской) династии.
Сын царя Хаммурапи.

## Начало правления
Согласно обычаю Самсу-илуна в 1-й год своего правления издал указ о «справедливости» (мишарум; досл. «выравнивания»). Первые семь лет правления Самсу-илуны (ок. 1749 до н. э. — 1743 до н. э.) отмечены в списке датировочных формул, помимо издания акта «справедливости», только работами по копке каналов (вероятно второстепенных), и изготовлением украшений из золота и серебра для различных храмов. Но в 1742 до н. э. — 1741 до н. э. начались бедствия.

## Вторжение касситов
В 1742 до н. э. племя касситов (аккад. кашшу) — горных скотоводов центральной части хребтов Загроса — вторглись в Месопотамию. Надпись, составленная от имени вождя этих племен Гандаша, найдена в Ниппуре, но маловероятно, чтобы он действительно достиг этого города. Соответствующий текст, скорее всего, позднейшая, хотя и древняя, подделка. Самсу-илуне удалось отстоять важнейшие части своего царства.
Основная масса касситов, повторив путь амореев в обратном направлении, пересекла Тигр, прошла вдоль склонов хребта Джебель-Синджар и вышла к притоку среднего Евфрата Хабуру. Несколько ниже впадения Хабура в Евфрат в связи с их вторжением было воссоздано старое Ханейское царство с центром в городе Терке.

## Восстание на юге
Вероятно, не без влияния поражений вавилонян на севере, восстал весь юг страны, практически все бывшее царство Ларса: Ур, Ларса, Куталлу, Урук, Кисура, вероятно, Лагаш, а затем также Ниппур и Исин. Их поддерживали племена идамарац и ямутбала. В главе мятежа встал Рим-Син, вероятно потомок Рим-Сина царя Ларсы, со времени захвата которой Хаммурапи прошло чуть больше 20 лет. Возможно, что этот Рим-Син был сыном Варад-Сина, хотя в этом случае он должен был быть очень преклонного возраста (более 80 лет).
От времени восстания сохранился оттиск печати, который гласит: «Рим-Син, сын Варад-Сина царя Ларсы». Видно, не только в богатых, но и других слоях общества было полно недовольных строгостями, наступившими при Хаммурапи, на это указывает единодушная поддержка Рим-Сина по всему югу и в центре страны. Рим-Син объявил себя царём и ввёл на юге свои датировочные формулы. 9-й год правления Самсу-илуны (ок. 1741 до н. э.) имеет датировочную формулу «Войско касситов было разбито», а на юге этот же год назван «Рим-Син стал царём».

## Подавление восстания
В 10-й год своего правления (ок. 1740 до н. э.) Самсу-илуна разгромил войско племён идамарац, ямутбала, городов Урука и Исина, и захватил Ур и Урук (судя по его датировочной формуле). И действительно с 1740 до н. э. в Уре вновь появляются датировки Самсу-илуны. По-видимому, Самсу-илуна полностью овладел положением, а Рим-Син бежал и заперся в незначительном городе Кеш, недалеко от Ниппура. Однако он продолжал удерживать Урук и Ларсу и в этот год.
Мало того, уже было замиренный Ур снова в 1739 до н. э. присоединяется к общему восстанию всего юга. Однако безуспешно. На повторное восстание Самсу-илуна на 11-м году (ок. 1739 до н. э.) ответил таким погромом в Уре, Уруке, Ларсе и других городах, которого Двуречье не видывало со времён Римуша. После этого южные города надолго обезлюдели, в них очень редко встречаются, да и то лишь разрозненные, документы датированные после 11—12-го годов Самсу-илуны (ок. 1739 до н. э. — 1738 до н. э.). Восстание однако на этом не кончилось. Лишь в 12 год (ок. 1738 до н. э.) была взята маленькая Кисура, и только в 13-й (ок. 1737 до н. э.) — погиб сам Рим-Син.

## Угроза на севере
В 14-м году (ок. 1736 до н. э.) был подавлен большой мятеж в Аккаде, то есть в северной Вавилонии, причем был разрушен город Сиппар. С этого года Самсу-илуна начинает предпринимать шаги для восстановления мира и порядка в стране. 15-й год (ок. 1735 до н. э.) назван в честь восстановления стен Исина, 17-й (ок. 1733 до н. э.) — «ямутбалы», то есть, вероятно, Ларсы. Однако Исин ещё многие столетия после этого не имел никакого значения, а Ларса — тем паче. С 15-го по 18-й года (ок. 1735 до н. э. — 1732 до н. э.) идут восстановительные работы в Сиппаре. Этому событию была посвящена особая надпись. В другой такой же надписи Самсу-илуна говорит о усмирении 26 узурпаторов.
Как видно, положение дел оставалось напряженным. Список датировочных формул упоминает, кроме обычных дарений драгоценностей в храмы, работы по укреплению стен Киша и других северных городов, вплоть до Сагаратума, крепости в низовьях Хабура, неподалёку от нового касситского царства на среднем Евфрате. Но большие группы касситов остались и в горах на востоке, и всё ещё угрожали Месопотамии через долину реки Дияла. Это вызвало походы вавилонян. В 20-м году (ок. 1730 до н. э.) — против Эшнунны, которая теперь получила касситское название Туплияш, и в 23-м году (ок. 1727 до н. э.) — против горных городов. 28-й год (ок. 1722 до н. э.) назван по войне с двумя сутийскими вождями.

## Образование Царства Приморья
Около того же времени от Вавилона отложился крайний юг страны, т. н. Приморье (Мат-Тамтим), включающий, по-видимому, области к югу и к востоку от Лагуны, в том числе, может быть, и Лагаш. Восстание возглавил некий Илиман (чтение имени ненадежно), объявивший себя царём Приморья. Около 1722 до н. э. Илиман одержал временную победу над войсками Самсу-илуны и некоторое время владел Ниппуром, где по его правлению датированы документы.
Хотя вавилоняне и оттеснили в дальнейшем Илимана в болота низовьев, но окончательно вернуть себе юг им не удалось. У берегов Персидского залива образовалось государство Приморской династии, которое просуществовало более 200 лет.

## Упадок письменности
С концом правления Самсу-илуны связано и ещё одно событие. Уже разгром Ура и Ларсы в 1739 до н. э. привёл к прекращению деятельности высших школ клинописной грамоты, действующих в этих городах, а с захватом Ниппура Илиманом в 1722 до н. э. захирела и самая важная школа в Ниппуре, которая была центром создания и передачи сложнейшей письменной и культурной традиции, возникшей ещё в Шумере. После отвоевания Ниппура вавилонянами эта школа уже не смогла восстановить своего значения. По-видимому, была сделана попытка перенести центр обучения писцов в Вавилон, однако творческая продуктивность писцовой прослойки общества с этого времени резко падает вместе со знанием шумерского языка, ибо уровень владения им писцов резко снижается.
Правил Самсу-илуна 38 лет.

## Список датировочных формул Самсу-илуны
|                             | | |                                  |
| 1 год 1750 / 1749 до н. э.  | a Год после года, когда земля [была навалена] для [городской стены] Сиппара BM 81678 mu us2-sa sahar zimbir{ki} b Год, когда [земля была навалена для] Сиппара и год, когда Самсу-илуна [стал] царём ZATH 5: 32; JCS 5 98 mu zimbir{ki} u3 mu sa-am-su-i-lu-na lugal c Год, когда царь Самсу-илуна под надёжным водительством Мардука провозгласил свою власть над землями в горах и навёл порядок в землях и областях Шумера и Аккада Or 53 29 mu sa-am-su-i-lu-na lugal-e da-ga / du11-du11-ga zi-da {d}marduk-ka-ta nam-en-bi kur-kur-ra pa-e3 ba-ak-a ki-en-gi ki-uri kalam gan2-bi si bi2-in-sa2-sa2 | |                                  |
| 2 год 1749 / 1748 до н. э.  | a Год после года, когда Самсу-илуна [стал] царём mu us2-sa-a-bi mu sa-am-su-i-lu-na lugal b Год, когда царь Самсу-илуна, послушный великим богам, принёс свободу Шумеру и Аккаду, заставил возрадоваться сердце хорошей страны, и дал явиться справедливости Or 53 29 mu sa-am-su-i-lu-na lugal-e sze-ga dingir gal-gal-e-ne ama-ar-gi / ama-ar-gi4 ki-en-gi / ki-en-gi6 ki-uri i-ni-in-gar-ra sza3 ma-da du10 mu-ni-in-du10-du10 ni3-si-sa2 pa-e3 bi2-in-ak c Год, когда [Самсу-илуна] установил свободу CT 48 35 mu amar-kin u2-re-esz | |                                  |
| 3 год 1748 / 1747 до н. э.  | Год, когда царь Самсу-илуна провёл канал «Самсу-Илуна — источник изобилия всех народов», чьё русло было долгое время в небрежении, и вывел в сердце земли необъятные поля, благодаря чему страна превзошла все зарубежные земли Or 53 29 mu sa-am-su-i-lu-na lugal-e ki in-gub-ba ni3 u4-ul-li2-a-ta ba-szub-ba id2-sa-am-su-i-lu-na-na-ga-ab-nu-hu-usz-ni-szi mu-un-ba-al-la sza3 ma-da gan2 dagal im-ta-an-e3-a bar? kalam e3-a kur-kur-ra | |                                  |
| 4 год 1747 / 1746 до н. э.  | a Год, когда царь Самсу-илуна провёл канал «Самсу-Илуна — источник изобилия всех народов» и укрепил его русло Or 53 29; BBVO 1 22 mu sa-am-su-i-lu-na lugal-e id2-sa-am-su-i-lu-na-he2-gal2 mu-un-ba-al ki-gub-ba ... {d} ... ... mi-ni-in-gar-gar-ra b Год, когда [Самсу-илуна] провёл Эден-канал [названный «Самсу-Илуна] — источник изобилия» RlA 2 182, 150 mu id2-edin-na id2-he2-gal2-la mu-ba-al-la | |                                  |
| 5 год 1746 / 1745 до н. э.  | Год, когда царь Самсу-илуна принёс в качестве дара / жертвы Нанне Вавилонскому, своему божественному вдохновителю, трон из золота и водворил его в храме Экишнугаля, его чистом месте RlA 2 182, 150, BM 82136 mu sa-am-su-i-lu-na lugal-e {gisz}gu-za ku3-sig17 nesag-ga2 ka2-dingir-ra{ki} / ka2-dingir-ra2{ki} {d}nanna dingir sag-du-ga-ni-ra mu-un-na-an-dim2-ma e2-kisz-nu-gal2-la sikil-la-ka-na mi-ni-in-ri-a / in-nu-gal2 | |                                  |
| 6 год 1745 / 1744 до н. э.  | a Год, когда царь Самсу-илуна принёс перед Шамашем в [храме] Эбаббар и Мардуком в [храме] Эсагила … статуи [царя] в качестве молитвы и разные божества для защиты из золота Шамашу и Мардуку, которые оба потребовали эти кованые предметы, и водворил их на их месте RlA 2 182, 151, Or 53 29 mu sa-am-su-i-lu-na lugal-e {d}utu {d}marduk-e-ne-bi-da-ra ni3-dim2-dim2-ma-bi al-in-na-an-gu3-usz-am3 alan szud3-szud3-de3 dingir-lamma ku3-sig17 didli-bi-ta ni2 ... hub2 ab-sa2-sa2-de3 e2-babbar igi {d}utu-sze3 e2-sag-il2 igi {d}marduk-sze3 i-ni-in-ku4-re ki-gub-ba-ne-ne mi-ni-in-gi-na b Год, когда царь Самсу-илуна [представил перед Шамашем в храме Эбаббар и Мардуком в храме Эсагила] статуи Мардука [представляющих царя] молящимся из драгоценных камней BM 27792 mu sa-am-su-i-lu-na lugal-e alan {d}marduk za-gin3-na i3-szud3-de3 | |                                  |
| 7 год 1744 / 1743 до н. э.  | Год, когда царь Самсу-илуна посвятил Мардуку сверкающе великолепную боевую эмблему, покрытую золотом и серебром, и для храма подобающие украшения, и сделал, чтобы они воссияли в [храме] Эсагила, храме Мардука, как звёзды небесные {{Hider hiding\|title=RlA 2 182, 152, Or 53 29 | content=mu sa-am-su-i-lu-na lugal-e {gisz}tukul szu-nir mah gal ni3-babbar-ra ku3-sig17 ku3-babbar gar-ra me-te e2-e-ke4 {d}marduk-ra a mu-na-ru-a e2-sag-il2-la-ke4 e2-{d}marduk mul an-gim mi-ni-in-mul-la-a | content-style=text-align:left;}} |
| 8 год 1743 / 1742 до н. э.  | a Год, когда царь Самсу-илуна изготовил царские платформы из меди с изображениями гор и потоков, которые приносят богатство и изобилие, и укрепил их как чудо для обозрения [народа] в большом дворе Этуркалама перед Аном и Инанной RlA 2 182, 153, Or 53 29; BM 85330 mu sa-am-su-i-lu-na lugal-e {urudu}ki-lugal-gub-ba ku3-babbar hur-sag id2-didli-bi-ta he2-nun he2-gal2-bi tum3-tum3 ki-gub-ba-ne-ne kisal-mah e2-tur3-kalam-ma igi an {d}inanna-ka-sze3 u6-di-sze3 mu-un-gi-na-a b Год, когда [царь Самсу-илуна изготовил царскую платформу из меди и алтарь, представляющий] горы и реки RlA 2 182, 153 szanat sza-de-e u3 na-ra-tim | |                                  |
| 9 год 1742 / 1741 до н. э.  | a Год, после года, когда когда царь Самсу-илуна изготовил царскую платформу из меди [представляющую] горы и [реки] TCL 1 128, BM 78773 mu us2-sa sa-am-su-i-lu-na lugal-e {urudu}ki-lugal-gub-ba hur-sag b Год, когда царь Самсу-илуна [победил] всю мощь силы армии / войска касситов RlA 2 182, 154 mu sa-am-su-i-lu-na lugal-e ugnim / eren2 ka-asz-szu-u2{ki} ki-is-ki-is a2-bi ib2-ta-sir2-ra | |                                  |
| 10 год 1741 / 1740 до н. э. | Год, когда царь Самсу-илуна с огромной силой Мардука ударил оружием по войскам идамарац, ямутбалы, Урука и Исина RlA 2 183, 155 mu sa-am-su-i-lu-na lugal-e usu mah {d}marduk-ka-ta ugnim / eren2 e-da-ma-ra-az{ki / i-da-ma-ra-az{ki} ia-mu-ut-ba-lum{ki} unug{ki} i3-si-in-na{ki} {gisz}tukul ba-an-sig3 / {gisz}gaz bi2-in-ak-a | |                                  |
| 11 год 1740 / 1739 до н. э. | a Год, когда царь Самсу-илуна по приказу Ану и Энлиля разрушил стены городов Ура и Урука и в очередной раз ударил оружием по войскам Аккада RlA 2 183, 156 mu sa-am-su-i-lu-na lugal-e du11-ga an {d}en-lil2-la2-bi-ta / {d}en-lil2-la2-bi-da bad3 ur2i{ki} u3 unug{ki}-ga mu-un-gul-la ugnim ki-uri a-ra2 []-kam {gisz}tukul-ta in-sig3-ge b Год, когда царь Самсу-илуна возвёл большую стену города Ур и уничтожил Ларсу UET 5 268 mu sa-am-su-i-lu-na lugal bad3 gal ur2i{ki} ba-du3 u3 larsa{ki} mu-un-gul | |                                  |
| 12 год 1739 / 1738 до н. э. | Год, когда царь Самсу-илуна могучей силой, данной ему Мардуком, после того, как покорил все земли врагов, которые вновь стали враждебными, разбил войска Шумера и Аккада TIM 4 22 mu sa-am-su-i-lu-na lugal-e kur gu2-si-a an-ga-am3 mu-un-da-bal-esz-am3 usu mah {d}marduk-ke4 mu-un-na-an-sum-ma-ta ugnim ki-en-gi ki-uri {gisz}tukul-ta bi2-in-sig3-ga | |                                  |
| 13 год 1738 / 1737 до н. э. | a Год, когда царь Самсу-илуна по повелению Энлиля заставил Кисурру и Сабум хвалитьRlA 2 183, 158 mu sa-am-su-i-lu-na lugal-e inim {d}en-lil2-la2-ta ki-sur-ra{ki} sa-bu-um{ki}-bi-da-ke4 ka-si-il-la2-asz bi2-in-ku4-ra b Год, когда царь Самсу-илуна уничтожил Кисурру и Сабум mu sa-am-su-i-lu-na lugal ki-sur-ra{ki} sa-bu-um mu-un-gul-la | |                                  |
| 14 год 1737 / 1736 до н. э. | Год, когда царь Самсу-илуна с великой силой поразил своим оружием ненавистного царя, который привел народ к восстанию в Аккаде BIN 7 188 mu sa-am-su-i-lu-na lugal-e nam-a2-gal2 gal-la-ne-ta lugal ni2-gi / ni2-gi4 ni2-gi5 / ni2-gi16 gu2-bar-ra lu2 ki-uri-ke4 ib2-ta-bal-bal-e-esz-a {gisz}tukul-bi-ne sag gisz bi2-in-ra-a | |                                  |
| 15 год 1736 / 1735 до н. э. | a Год, когда царь Самсу-илуна восстановил разрушенные стены Исина и сделал, чтобы [его люди] там жили RlA 2 183, 160 mu sa-am-su-i-lu-na lugal-e bad3 i3-si-in-na{ki} ba-gul-la ki-bi-sze3 bi2-in-gi4-a gi?-a ... bi2-in-tusz-a b Год, когда [Самсу-илуна] восстановил разрушенные стены Исина, построив их заново mu bad3 i3-si-in-na{ki} ba-gul-la szu gibil bi2-in-ge-esz-a ki-bi-sze3 bi2-in-gi-a bi2-in-du3-a | |                                  |
| 16 год 1735 / 1734 до н. э. | Год, когда царь Самсу-илуна, построив для радости сердца Шамаша стены Сиппара, равные небу, которые уже долгое время [не восстанавливались], в большом страхе … ARN 100 mu sa-am-su-i-lu-na lugal-e bad3 an-da sa2-a zimbir{ki} ni3-du7-e u4-na-me-ka sig4 ... sza3-ge tum2-am3 {d}utu? mu-un-du3-a ni2 gal-a-ni ... bi2-... | |                                  |
| 17 год 1734 / 1733 до н. э. | Год, когда царь Самсу-илуна восстановил уничтоженные большие укрепления Ямутбала (то есть Ларсы), построив их заново RlA 2 183, 162 mu sa-am-su-i-lu-na lugal-e bad3-didli gal-gal-la e-mu-ut-ba-lum{ki} ba-gul-lu-usz-a ki-bi-sze3 bi2-in-gi4-a bi2-in-du3-a | |                                  |
| 18 год 1733 / 1732 до н. э. | Год, когда царь Самсу-илуна восстановил Эбаббар, храм Шамаша в Сиппаре, и возвёл вершину своего зиккурата, великолепного святилища, до неба, [и] принёс эмблему [в неё] RlA 2 183, 163 mu sa-am-su-i-lu-na lugal-e e2-babbar-ra e2-{d}utu-ke4 zimbir{ki}-ta szu gibil bi2-in-ak-a u6-nir-ra gi-gun4-na mah-a-ni sag-bi an-sze3 mi-ni-in-us2-sa / szu-nir i-ni-in-ku4-re | |                                  |
| 19 год 1732 / 1731 до н. э. | Год, когда царь Самсу-илуна покрыл золотом два помоста тронов Мардука и Царпанит RlA 2 183, 164; ROM 2047 mu sa-am-su-i-lu-na lugal-e {gisz}gu-za bara2 ku3-sig17 2-na-bi / min-na-bi {d}marduk {d}zar-pa-ni-tum-bi-da-ke4 in-ne-szi-in-dim2-ma | |                                  |
| 20 год 1731 / 1730 до н. э. | Год, когда царь Самсу-илуна, ответственный царь, покорил страны не послушные ему и ударил оружием армиию страны Эшнунны PBS 5 100 I: 12-15 mu sa-am-su-i-lu-na lugal-e lugal sag-kal kur nu sze-ga-ni bi2-in-si3-si3-ga u3 ugnim ma-da asz2-nun-na{ki} sag gisz bi2-in-ra-a | |                                  |
| 21 год 1730 / 1729 до н. э. | Год, когда царь Самсу-илуна покрыл золотом большой помост для трона Нингаль, с оружием, блестящим, как звёзды небесные RlA 2 183, 166 mu sa-am-su-i-lu-na lugal-e {gisz}gu-za zag bara2 gu-la ku3-sig17-ta mul an-gim mul-mul-la {d}nin-gal-ra mu-un-na-an-dim2-ma | |                                  |
| 22 год 1729 / 1728 до н. э. | a Год, после года, когда помост великого престола mu us2-sa gu-za bara2 gu-la b Год, когда царь Самсу-илуна восстановил зиккурат, великолепное место обитания Забабы и Инанны, и его 16 статуй Haverford Symposium 3; RlA 2 184, 167 mu sa-am-su-i-lu-na lugal-e u6-nir ki-dur2 mah {d}za-ba4-ba4 {d}inanna-bi-da-ke4 16 alan-bi szu gibil bi2-in-ak-am3 | |                                  |
| 23 год 1728 / 1727 до н. э. | Год, когда царь Самсу-илуна, страшной силой, данной ему Энлилем, уничтожил стены Шехны (он же — Шубат-Энлиль), столицы земли Апум, Зарханума, Путры, Суз … RlA 2 184, 168; CT 8 32a mu sa-am-su-i-lu-na lugal-e usu gir3-ra {d}en-lil2-le mu-un-na-an-sum-ma-ta / mu-un-na-an-gar bad3 sza-ah-na-a{ki} uru{ki} sag ma-da a-pu-um-ma za-ar-ha-nu-um{ki} pu-ut-ra{ki} szu-sza-a{ki} ma ...-la?-si mi-ne-eb2-gul-gul-la | |                                  |
| 24 год 1727 / 1726 до н. э. | a Год, когда царь Самсу-илуна; царь, правящий в мудрости, построил на берегу Евфрата стены города Киш, великолепие которого доходит до вражеских стран, и построил Дур-Самсу-илуна («Крепость Самсу-илуны») в земле Варум на берегу канала [называемого] Турран (Дияла) и стены Хар, разрушенные их армией, и он укрепил его от чужих земель RlA 2 184, 169 mu sa-am-su-i-lu-na lugal-e lugal nam-ku3-zu mu-un-gur / mu-un-gur10 / mu-un-gu-ur / mu-un-gu-ur4-ra bad3 kisz{ki}-a bad3 me-lam2-bi kur-kur-ra dul-la gu2 id2-buranun-na mu-un-du3-a u3 bad3 sa-am-su-i-lu-na{ki} ma-da wa-ru-um-ma-ke4 gu2 id2-dur-ul3-ka-ta bi2-in-dim2-ma bad3 < har{ki} > zag-ge eren2-bi sig3-ge kur-kur-ra umun szu ak b Год, когда великая городская стена Киша BM 81080 mu bad3 gal kisz{ki}                                                                    | |                                  |
| 25 год 1726 / 1725 до н. э. | a Год, после года, когда [Самсу-илуна] с помощью … стены Хар, разрушенные их армией, он вновь укрепил их от чужих земель mu us2-sa a2 ... bad3 har{ki} zag-ge eren2-bi sig3-ge kur-kur-ra umun szu ak b Год, когда царь Самсу-илуна сделал и установил медные статуи, покрытые красноватым золотом [представляющие его] держащим, подобно герою, оружие [знак] его божественной силы ARN 102 mu sa-am-su-i-lu-na lugal-e {urudu}alan {gisz}tukul ku3-sig17 husz-a sig3-ge me-gim nam-ur-sag-ga2-ka-na ki sag il2-la mu-un-na-an-dim2-ma c Год, когда царь Самсу-илуна [установил] свою статую, как герою YBC 12222 mu sa-am-su-i-lu-na lugal alan-a-ni nam-ur-sag | |                                  |
| 26 год 1725 / 1724 до н. э. | Год, когда царь Самсу-илуна вырезал в великих горах земли Амурру … камни размером 1 1/2 гар (две палки) 4 куш (локоть) 10 шу-си (пальцев) (то есть около 11 1/3 м); [он] направил всю полноту канала [названного] «Самсу-илуна [приносит] полное изобилие» от сердца тростниковых болот, чтобы он тёк по широкому ложу и сделал возделываемые поля в Вавилоне процветающими, обеспечивающими достаточно RlA 2 184, 171 mu sa-am-su-i-lu-na lugal-e hur-sag gal kur mar-tu{ki}-a 1-1/2 ninda 4 kusz3 10-da-bi-sze3 {na4}sag-gi-a-a-ba nam mi-ni-in-dar-ra id2-sa-am-su-i-lu-na-na-ga-ab-nu-uh2-szi masz2-bi sza3 ambar-ta mi-ni-bal-e musz3-a-ka sza mu-un-la2-a ki in-gub dagal-la-ta im-ta-an-e3-a gan2 zi ka2-dingir-ra{ki}-ka szu mi-ni-in-pesz-pesz-a ... mi-ni-in-gar-gar-ra                                                                    | |                                  |
| 27 год 1724 / 1723 до н. э. | Год, когда царь Самсу-илуна, посвятивший свою жизнь Ададу Вавилонскому богу своему, который помогает и кто выслушивает его молитвы и самые богатые приношения такие, как подходящие для праздника радости в новом году, сверкающая картина из серебра, 10 талантов весом (300 кг) RlA 2 184, 172 mu sa-am-su-i-lu-na lugal-e ni3-babbar-ra / ni3-bir2-bir2-ra siskur2-ra me-te a2-ki-te / a2-ki-tum ul szar2-ra-kam ki-la2-bi 10 gu2 ku3-babbar u3-tu-da dadag-ga {d}iszkur ka2-dingir-ra{ki}-sze3 mu-un-na-dim2 en gizkim-ti-la-ni szud3-da-ni gisz bi2-in-tuk-a nam-ti-la-ni-sze3 a mu-na-ru-a | |                                  |
| 28 год 1723 / 1722 до н. э. | Год, когда царь Самсу-илуна по велению Энлиля, мудростью и могуществом, данным ему Мардуком, сокрушил как гору своим страшным шита-оружием и своей булавой враждебных царей Ядихабума и Мутихуршана RlA 2 184, 173, BE 6-2 79 a mu sa-am-su-i-lu-na lugal-e a2-ag2-ga2 {d}en-lil2-la2-ka / {d}en-lil2-la2-ta nam-ku3-zu nam-a2-gal2-bi-ta-a {d}marduk-ke4 mu-un-na-sum-ma-ta ja-di-a-bu-um / ja-di-ha-bu-um u3 mu-ti-hu-ur-sza-na hur-sag-gim lugal-lugal-la an-da-kur2-usz-a szita2 husz-a-na {gisz}hasz-a szu-ni in-ne-en-ak-a | |                                  |
| 29 год 1722 / 1721 до н. э. | Год, после года, когда царь Самсу-илуна по велению Энлиля сокрушил Ядихабума и Мутихуршана своим страшным шита-оружием и своей булавой RlA 2 185, 174 mu us2-sa / mu gibil sa-am-su-i-lu-na lugal-e a2-ag2-ga2 {d}en-lil2-la2 ja-di-a-bu-um u3 mu-ti-hu-ur-sza-na szita2 husz-a-na {gisz}hasz-a szu-ni bi2-in-ak-a | |                                  |
| 30 год 1721 / 1720 до н. э. | Второй год после года, когда царь Самсу-илуна по велению Энлиля RlA 2 185, 175; BM 78951A mu sa-am-su-i-lu-na lugal-e us2-sa us2-sa-bi / gibil 2-kam-ma / sza egir mu ki a2-ag2-ga2 {d}en-lil2-la2 | |                                  |
| 31 год 1720 / 1719 до н. э. | a Третий год после года, когда царь Самсу-илуна по велению Энлиля RlA 2 185, 176 mu sa-am-su-i-lu-na lugal mu us2-sa 3-kam-ma / us2-sa egir gibil 2 a2-ag2-ga2 {d}en-lil2-la2 b Год, когда [Самсу-илуна] свои алебастровые статуи … оружие из красного золота RlA 2 185, 176, BE 6-2 78 31 mu alan-a-ni {na4}gisz-nu11-gal-la-ke4 / {na4}nim mu ... / {gisz}tukul ku3-sig17 husz-a | |                                  |
| 32 год 1719 / 1718 до н. э. | a Год, когда царь Самсу-илуна вырыл на берегах Turran / Turnat (Дияла) и Tyaban RlA 2 185, 177 mu sa-am-su-i-lu-na lugal-e gu2 id2-dur-ul3-la2 u3 id2-tya3-ba-an mu-un-ba-al b Год, когда канал Адаб и TyabanBM 22605 mu id2-adab{ki} u3 id2-tya-ba-an | |                                  |
| 33 год 1718 / 1717 до н. э. | Год, когда царь Самсу-илуна, по велению Шамаша и Мардука, восстановил полностью всю кирпичную кладку города Сагаратума RlA 2 185, 178 mu sa-am-su-i-lu-na lugal-e du11-du11-ga {d}utu {d}marduk-bi-da-ta uru sag-gar-ra-tum{ki}-ma / sa-gar-ra-tum{ki}-ma sig4 kilib3-ba ki-bi-sze3 in-ne-en-gi4-a | |                                  |
| 34 год 1717 / 1716 до н. э. | Год, когда царь Самсу-илуна построил дворец своего princeship, дом, подходящий для его царского поселения RlA 2 185, 179 mu sa-am-su-i-lu-na lugal-e e2-gal nam-nun-na e2 he2-du7 ki-dur2-nam-lugal-la-na mu-un-du3-a | |                                  |
| 35 год 1716 / 1715 до н. э. | Год, когда царь Самсу-илуна [восстановил] сломанные части городских стен Амал, Arkum и Maszkan-szarrum RlA 2 185, 180 mu sa-am-su-i-lu-na lugal-e a-ma-al{ki} ar-ku-um{ki} masz-gan2-lugal{ki} bad3-da ni3-gul-la | |                                  |
| 36 год 1715 / 1714 до н. э. | Год, когда он покорил армии страны аморреев, стран гор RlA 2 185, 181; BM 97019A mu eren2 kur mar-tu-a / kur hur-sag-ga2-ka i3-ba!-sub2-be-esz-a | |                                  |
| 37 год 1714 / 1713 до н. э. | Год, когда земли Аккада и на территории между ними и грядой Ebih RlA 2 185, 182 mu ma-da ki-uri-a-ma dal-ba-na hur-sag ebih{ki} | |                                  |
| 38 год 1713 / 1712 до н. э. | Год, когда царь Самсу-илуна восстановил Udbanuil, силой szita-оружия могучих героев Нинурты RlA 2 185, 183 mu sa-am-su-i-lu-na lugal-e {d}ud-ba-nu-il2-la szita2 kalag-ga {d}nin-urta ur-sag gal in-na-an-gibil-a | |                                  |
| a                           | Год, когда царь Самсу-илуна … mu sa-am-su-i-lu-na lugal da-am-gur-ti lu | |                                  |
| b                           | Год, когда царь Самсу-илуна … BE 6.2 63 mu sa-am-su-i-lu-na lugal-e ki-in-du ni3-ul-li2-ta da-ru-... | |                                  |
| C                           | Год, когда Самсу-илуна его статуя JCS 13 46g; YOS 13 150 mu sa-im sa-am-su-i-lu-na alan-a-ni | |                                  |